# Scottish Football League
La Scottish Football League o SFL è una lega, scioltasi nel 2013, che fino a tale data organizzò il calcio di lega in Scozia delle tre divisioni immediatamente inferiori alla Scottish Premiership; fondata nel 1890, fino al 1998 fu l'unica lega professionistca del calcio scozzese, della quale rappresentava le prime tre divisioni nazionali.
La Scottish Football League era inoltre responsabile dell'organizzazione di due competizioni ad eliminazione diretta:
- la Scottish League Cup, la coppa di lega scozzese cui partecipavano tutti i 42 club professionistici ivi compresi quelli della Scottish Premier League;
- la Scottish Challenge Cup, la coppa specificatamente dedicata ai club della SFL e in cui venivano invitate due squadre dilettantistiche per completare il tabellone a 32 partecipanti.

Nel 2013 i membri della SFL votarono per l'accorpamento con la Scottish Premiership, dando contestualmente vita alla Scottish Professional Football League.

## Storia

### Fondazione
La prima stagione ha avuto luogo nel 1890. Le squadre partecipanti erano:
- Abercorn
- Cambuslang
- Celtic
- Cowlairs
- Dumbarton
- Hearts
- Rangers
- Renton
- St Mirren
- Third Lanark
- Vale of Leven

Il Celtic è l'unica squadra a non essere ad oggi mai retrocessa. Hearts e St Mirren militano oggi nella Scottish Premiership, mente fra gli altri club solo il Dumbarton gioca nella Scottish Football League in League Two. Tutte le altre squadre militano in campionati dilettantistici o si sono sciolte.

### Seconda divisione
La Scottish Football League riscosse un grande successo e nel 1893 costituì una Seconda Divisione con l'ingresso di altre squadre provenienti principalmente dalla Scottish Football Alliance. La promozione era inizialmente basata su una votazione dei club, mentre la promozione automatica fu introdotta nel 1922.
Con lo scoppio della Seconda guerra mondiale il campionato di Seconda Divisione non è stato sospeso al contrario di quanto è accaduto con la Prima Divisione.

### Terza divisione
Nel 1923 la Scottish Football League fu ampliata con l'aggiunta di una Terza Divisione, chiusa tuttavia dopo soltanto tre anni per gravi dissesti finanziari e reintrodotta solo dopo la Seconda guerra mondiale. Sempre nel dopoguerra le tre divisioni hanno cambiato nome in "A", "B" e "C" e in quest'ultima potevano partecipare anche le squadre riserva. Nel 1949, la Divisione "C" è stata scissa in due campionati: Nord-Ovest e Sud-Est.
Nel 1955 il ritiro dalla Divisione C delle squadre riserva ha causato il ritorno alle due divisioni e la promozione automatica nella Divisione B delle cinque squadre della C. La Scottish First Division contava a quel punto 38 squadre: 18 nella Divisione A, 19 nella B.
La struttura cambiò nuovamente nel 1974 con l'ingresso di un nuovo club, il Meadowbank Thistle, e la redistribuzione l'anno successivo su tre divisioni (Premier Division, First Division e Second Division).

### Quarta divisione
Nel 1994 l'ingresso di due nuove squadre, Ross County  ed Inverness Caledonian Thistle, comportò la separazione in quattro divisioni, ciascuna composta da 10 club.

### Scottish Premier League
Nel 1998 la volontà delle prime dieci società di Scozia di formare una lega separatista, esterna alla Scottish Football League, provocò la scissione della Premier League dalla lega e la fondazione della Scottish Premier League. Le divisioni rimanenti mantennero il proprio nome in Prima, Seconda e Terza Divisione: il calcio scozzese contò dunque una divisione da 12 squadre (la Scottish Premier League) e tre da 10 squadre (le tre divisioni della Scottish Football League) raggiungendo il massimo numero di club professionistici partecipanti: 42 club.

## Promozioni e retrocessioni
Ogni stagione la prima squadra classificata della Prima Divisione aveva la possibilità di essere promossa nella Scottish Premier League. La promozione nella massima serie era vincolata ad alcuni requisiti: a partire dal marzo 2005 lo stadio doveva essere dotato di almeno 6000 posti a sedere e di un sistema di riscaldamento del prato.
Nella stagione 2002-2003 il Falkirk non è stato accettato a causa del non rispetto dei requisiti, in quella stagione infatti i posti a sedere richiesti erano 10000 e lo stadio del Falkirk ne disponeva solo di 7000. Una campagna promossa dall'Inverness Caledonian Thistle ha portato alla riduzione delle condizioni agli attuali 6000 posti.
La promozione e la retrocessione tra la Prima e la Seconda Divisione, e tra la Seconda e la Terza erano decise tramite play-off o automaticamente. L'ulteriore discesa nei campionati dilettantistici non era invece sottoposta semplicemente a criteri sportivi, ma necessitava di una votazione fra i componenti della lega per l'accettazione degli eventuali nuovi club sostituti, nel caso contrario non avendosi luogo a retrocessioni.